# ريب كينغ
ريب كينغ (بالإنجليزية: Rip King)‏ هو لاعب كرة قدم أمريكية أمريكي، ولد في 25 أكتوبر 1895 في فرانكلين في الولايات المتحدة، وتوفي في 4 مارس 1950.

## وصلات خارجية
- ريب كينغ على موقع مرجع كرة القدم المحترفة.كوم (الإنجليزية)
- ريب كينغ على موقع JustSportsStats.com (الإنجليزية)